# Filmbund
Der Filmbund war eine von 1922 bis 1934 bestehende „Vereinigung aller am Film schaffenden Österreichs“. Er vereinigte die in den Jahren zuvor gegründeten Interessenvertretungen der einzelnen Berufsgruppen des österreichischen Films, die aufgrund erschwerter wirtschaftlicher Bedingungen, nicht ausreichender Anerkennung der Filmschaffenden seitens der Politik und Beschränkungen ins Leben gerufen wurden. Der Filmbund war Vorbild für eine ähnliche Gründung in Deutschland.

## Geschichte
Der Filmbund wurde am 31. Dezember 1922 in Wien gegründet. Gründungsmitglieder waren die 1918 gegründete „Union des Bühnen- und Kinopersonals“, die 1919 gegründete „Vereinigung der Filmregisseure Wiens“ unter Heinz Hanus und Robert Wiene, sowie die im selben Jahr gegründeten Interessenvertretungen „Verband der Operateure“ (Kameramänner) unter Hans Theyer und Ludwig Schaschek und der „Verband der Filmdarsteller“ unter Willy Schmidt und Gustav Stolberg. Weiters gehörten dem Filmbund an: Kinotechnischer Verband, Österreichischer Bühnenverein und Internationale Artistenorganisationen.

### Erreichung der Einfuhrbeschränkung 1926
Der Filmbund konnte 1926 erreichen, dass ausländische Filme kontingentiert wurden. Dies war nötig, da aufgrund der Schwemme von US-amerikanischen Filmen mit der gesamten europäischen Filmindustrie auch die österreichische Filmindustrie dem Untergang nahestand. Denn wurden 1921 und 1922 noch jährlich um die 75 Lang- und 50 bis 60 Kurzfilme produziert, waren es 1925 lediglich fünf Filme. Zur selben Zeit stieg die US-Filmproduktion enorm an, sodass 1925 1200 Filme die österreichische Filmzensur zur Zulassung passierten. Der tatsächliche Bedarf bewegte sich jedoch bei 300 bis 350 Filmen für sämtliche bestehende 750 Kinos in Österreich. Die Folge war Arbeitslosigkeit von etwa 3000 Filmschaffenden und das Schließen des Großteils der heimischen Filmproduktionsgesellschaften. Von 20 Herstellern waren nach 1925 nur noch drei aktiv. Zugleich stieg jedoch die Anzahl der Filmhändler auf 70 an.
Daher rief der Filmbund Anfang Mai zu einer Demonstration auf, der sich rund 3.000 Künstler, Musiker, Artisten, Arbeiter und Angestellte sowie Gewerbetreibende der Filmbranche anschlossen. Darunter auch Größen wie Sascha Kolowrat-Krakowsky, Jacob und Luise Fleck, Walter Reisch, Magda Sonja, Michael Kertész, Hans Theyer und viele andere. Dies machte die Bundesregierung auf die Existenzbedrohung der österreichischen Filmwirtschaft aufmerksam, und bereits am 19. Mai trat ein Filmkontingentierungsgesetz in Kraft.

### Auflösung
Der Filmbund wurde 1934 durch das Dollfuß-Regime aufgelöst.

## Personelle Zusammensetzung
Präsident war der Regisseur Heinz Hanus, Vizepräsidenten wurden Julius Strobl und Julius Herzka. Vorstandsmitglieder waren Michael Kertész, Max Neufeld, Ladislaus Tuszyński, Viktor Schaschek, Hans Theyer, Hans Berger, Miklos Györgyfalvy, Arthur Gottlein, Richard Metzel, Jacques Bachrach, Louis Nerz, Hans Hönig, Viktor Franz und Robert Valberg. Die Revisoren waren Ida Jenbach und Willy Beyer. Als Sekretär fungierte der Gründungshelfer und -berater, zugleich auch Gründer des österreichischen Bühnenvereins, Alfons Bolz-Feigl.

## Aufgaben und Aktivitäten
Den Mitgliedern wurde Rechtshilfe bei Differenzen mit den Arbeitgebern sowie kostenlose ärztliche Behandlung angeboten. Ein Unterstützungsfonds für notleidende arbeitslose Kollegen wurde ins Leben gerufen. Des Weiteren wurden Normalverträge durchgesetzt, die für Mindestentlohnung sorgte. Arbeitsgelegenheiten im Ausland wurden ebenfalls vermittelt.
Zur geistigen Förderung trugen Vorträge, Vorführungen und Diskussionsabende mit Filmwissenschaftlern bei. Der Filmbund wirkte auch an der Erstellung des ersten enzyklopädischen Werkes über das gesamte Filmwesen mit, an „Die Welt des Films“. Dieses stammte von L'Éstrange Fawcette und wurde ins deutsche übersetzt sowie von S. W. Fischer und C. Zell noch wesentlich ergänzt.